# Apfelkorn

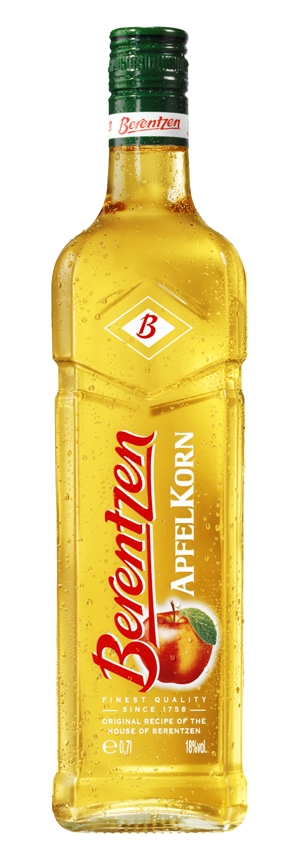
Berentzen Apfelkorn

Apfelkorn is een zoete appellikeur gemaakt van 100% tarwegestookte alcohol gemengd met appels en bevat 14,5% alcohol. De originele Apfelkorn wordt gemaakt door het bedrijf Berentzen. Veel drinkers kennen Apfelkorn van de wintersport uit de après-skitenten en feestcafés.

## Historie
In 1758 stichtte Johann Bernhard Berentzen het internationale Berentzen-bedrijf in Haselünne, en het hoofdkantoor is daar nog steeds gevestigd. De lancering van Berentzen Apfelkorn in 1976 zorgde voor een groei van een regionaal bedrijf tot een nationaal en internationaal bedrijf. Berentzen Apfelkorn is nog steeds een van de meest populaire dranken van het Berentzen-bedrijf.
Een verdere mijlpaal in de geschiedenis van het merk was de lancering van Berentzen SaurerApfel in 1993. In 1994 creëerde Berentzen de eerste seizoensdrank; WinterApfel.

## Producten
Apfelkorn kent verschillende varianten:
SaurerApfelSaurerApfel is gemaakt van de zuurdere Granny-Smithappel en daardoor minder zoet dan Apfelkorn. SaurerApfel bevat 16% alcohol.
Winter ApfelDe winterse variant van Berentzen Apfelkorn, een seizoensproduct met een specerij als kaneel. Berentzen WinterApfel bevat 18% alcohol. Deze variant is op vele manieren te drinken: ijskoud, over ijs en warm (het kan opgewarmd worden in de magnetron, als het maar niet aan de kook gebracht wordt)
PeerkornBerentzen Peerkorn bevat 15% alcohol en heeft de smaak van peren.